# تومازو روكي
تومـّازو روكـّي (Tommaso Rocchi)، (البندقية، 19 سبتمبر 1977)، لاعب كرة قدم إيطالي.
بدأ مسيرته الكروية مع نادي برو باتريا في موسم 1996/1997، ولعب معهم 27 مباراة وسجل 6 أهداف، وفي عام 1997 انتقل إلى نادي فيرمانا، ولعب معهم 4 مباريات، وفي موسم 1997/1998 انتقل إلى نادي سارونو، ولعب معهم 28 مباراة وسجل 10 أهداف، وفي عام 1998 انتقل إلى نادي كومو، ولعب معهم حتى عام 2000، وشارك معهم في 62 مباراة وسجل 20 هدف، وفي موسم 2000/2001 انتقل إلى نادي تريفيزو، ولعب معهم 37 مباراة وسجل 8 أهداف، وفي عام 2001 انتقل إلى نادي إمبولي، ولعب معهم حتى عام 2004، وشارك معهم في 104 مباريات وسجل 28هدف، ومنذ عام 2004 وهو يلعب مع نادي لاتسيو. وفي الميركاتو الشتوي لعام 2013 انتقل لنادي انترميلان ثآني أنجح نادي في القرن الحالي حسب موقع الإحصاء الدولي [ IFFHS ]

## روابط خارجية
- تومازو روكي على موقع الاتحاد الأوربي (الإنجليزية)
- تومازو روكي على موقع قاعدة بيانات كرة القدم.إي يو (الإنجليزية)
- تومازو روكي على موقع ناشيونال فوتبول تيمز (الإنجليزية)
- تومازو روكي على موقع Soccerway.com (الإنجليزية)
- تومازو روكي على موقع عالم كرة القدم.نت (الإنجليزية)
- تومازو روكي على موقع كووورة
- تومازو روكي على موقع أوليمبيديا (الإنجليزية)
- تومازو روكي على موقع AS.com (الإسبانية)